# Tinka Fürst
Tinka Fürst (* 1988 in Berlin) ist eine deutsche Schauspielerin.

## Leben

### Ausbildung
Tinka Fürst tanzte als Jugendliche Ballett und war beim Kinder- und Jugendensemble des Friedrichstadt-Palasts. Ab 2009 studierte sie am Max Reinhardt Seminar in Wien Schauspiel, das Studium schloss sie 2013 ab. Einen Filmschauspielworkshop absolvierte sie 2013 an der Filmakademie Baden-Württemberg.

### Theater
Während ihres Studiums hatte sie Engagements am Schauspielhaus Wien in Aus dem Nichts entsteht am Ende immer was und in Beast on the Moon am Theater St. Gallen. In der Spielzeit 2013/14 war sie in der Uraufführung von Alles Weitere kennen Sie aus dem Kino von Martin Crimp am Schauspielhaus Hamburg zu sehen. Am Schauspielhaus Wuppertal der Wuppertaler Bühnen spielte sie 2014 bis 2016 in Das kunstseidene Mädchen die Protagonistin Doris sowie die Titelrolle in Lessings Minna von Barnhelm und stand in der Bühnenfassung von Supergute Tage oder Die sonderbare Welt des Christopher Boone sowie als Jelena in Kinder der Sonne auf der Bühne.

### Film und Fernsehen
Im Fernsehen war sie 2014 in der Folge Vielleicht der Fernsehreihe Tatort als TU-Studentin Lisa Steiger zu sehen. 2016 hatte sie in der Folge Ihr letzter Hit der Serie Der Kriminalist eine Episodenrolle. In der ARD-Comedy-Serie Frau Temme sucht das Glück (2017) verkörperte sie die Rolle der Jette Ahrends. Für ihre Darstellung der Mathilda in So was von da wurde sie 2018 am Filmfest München für den Förderpreis Neues Deutsches Kino in der Kategorie Schauspiel nominiert. Ebenfalls 2018 spielte sie in der ZDF-Miniserie Die Protokollantin mit Iris Berben, Moritz Bleibtreu und Peter Kurth in den Hauptrollen die Rolle der Paulina Anderson. Im ARD-Fernsehfilm Now or Never, der am Festival des deutschen Films 2019 Premiere hatte, verkörperte sie an der Seite von Michael Pink als Sterbehelfer Henry die Rolle der an einem Hirntumor erkrankten Rebecca.
Im Kölner Tatort mit Ballauf und Schenk spielt sie seit 2019 die Rolle der Kriminaltechnikerin Natalie Förster. Im ARD-Fernsehfilm Im Abgrund (2020) übernahm sie neben Peter Kurth und Simon Schwarz die Rolle der Ermittlerin Lisa Kampe vom LKA. In der Tatort-Folge Luna frisst oder stirbt (2021) aus Frankfurt verkörperte sie die Rolle der Jessie Kunze, Mutter von Nellie, dargestellt von Lena Urzendowsky.
Für ihre Darstellung der Marie Hakke in der ZDFneo-Comedy-Serie Like a Loser wurde sie 2023 für den Jupiter Award in der Kategorie Beste Darstellerin (TV & Streaming) national nominiert.

## Filmografie (Auswahl)
- 2010: La playa de Berlin: Cannon Beach (Kurzfilm)
- 2013: Liebemacht
- 2013: Pietà (Kurzfilm)
- 2014: Tatort: Vielleicht
- 2015: Polizeiruf 110: Sturm im Kopf
- 2015: Homeland – Verrat
- 2016: Bettys Diagnose – Herzrasen
- 2016: Somewhere Else (Kurzfilm)
- 2016: Der Kriminalist – Ihr letzter Hit
- 2017: Jetzt.Nicht.
- 2017: We Take You (Kurzfilm)
- 2017: Frau Temme sucht das Glück (Fernsehserie)
- 2017: Forget About Nick
- 2018: Die Protokollantin (Fernsehserie)
- 2018: So was von da
- 2019: Kaltes Blut – Julia Durant ermittelt
- 2019: All My Loving
- 2019: Now or Never (Fernsehfilm)
- 2020: Im Abgrund (Fernsehfilm)
- seit 2021: Tatort mit Ballauf und Schenk (Fernsehreihe)
  - 2021: Der Tod der Anderen
  - 2021: Wie alle anderen auch
  - 2021: Der Reiz des Bösen
  - 2022: Hubertys Rache
  - 2022: Spur des Blutes
  - 2023: Schutzmaßnahmen
  - 2023: Abbruchkante
  - 2023: Des anderen Last
  - 2024: Pyramide
  - 2024: Diesmal ist es anders
  - 2024: Siebte Etage
  - 2024: Colonius
  - 2025: Restschuld
- 2021: Laim: Laim und die Tote im Teppich (Fernsehreihe)
- 2021: Another Coin for the Merry-Go-Round
- 2021: Tatort: Luna frisst oder stirbt (Fernsehreihe)
- 2022: Breisgau – Nehmen und Geben (Fernsehreihe)
- 2022: Jenseits der Spree – Mutterliebe (Fernsehserie)
- 2023: Gestern waren wir noch Kinder (Fernsehserie)
- seit 2023: Like a Loser (Fernsehserie)
- 2024: Friesland: Sturmmöwen (Fernsehreihe)
- 2025: Die Chefin – Gefallener Engel  (Fernsehserie)